# Marie-Henriette Alimen
Marie-Henriette Alimen (* 22. Juni 1900 in Saint-Loubès; † 31. März 1996) war eine französische Prähistorikerin und Geologin.
Nach Abschluss der Schulausbildung wurde sie an einer École normale supérieure aufgenommen und absolvierte dort 1922 ihre Ausbildung zur Lehrerin. Es folgten erste Erfahrungen in Forschung und Lehre, bis Alimen die Licence en Sciences Naturelles erhielt und in den 1930er Jahren begann, Untersuchungen zur Geologie des Tertiärs anzustellen. 1936 wurde sie bei Léonce Joleaud mit einer Arbeit mit dem Titel Étude sur le Stampien du Bassin de Paris („Untersuchung zum Stampium im Pariser Becken“) promoviert, für die sie mehrere Preise erhielt.
In der Folgezeit wandte sich Marie-Henriette Alimen, die sich bis dahin vor allem mit der Geologie beschäftigt hatte, auch der Vorgeschichte zu. Von 1946 bis 1956 gab sie Kurse zur Geschichte des Quartärs am Institut für Ethnologie der Universität von Paris, außerdem war sie lange Zeit Dozentin für Geologie und Vorgeschichte an der École normale supérieure in Fontenay-aux-Roses. 1948 wurde sie Directeur de Recherches am Centre national de la recherche scientifique, wobei sie das von ihr gegründete Laboratoire de Géologie du Quaternaire („Labor für die Geologie des Quartärs“) leitete. Dessen Schwerpunkte lagen neben der Erforschung der Pyrenäen, Korsikas und Rumäniens besonders auch in enger Zusammenarbeit mit dem von Nicolas Menchikoff geleiteten Centre de Recherche Sahariennes („Zentrum zur Erforschung der Sahara“). Es hatte einen interdisziplinären Ansatz und kombinierte Forschungen zur Vorgeschichte des Menschen mit Untersuchungen zur Geologie. Letztere umfassten besonders die Bodenkunde, die Sedimentologie, die Erforschung fluvialer Formationen und die Photogrammetrie, während der erste Bereich vor allem in der Erforschung der frühsten Steinwerkzeuge (Faustkeile) und sonstigen Zeugnisse (Felszeichnungen) des Menschen insbesondere aus dem Acheuléen hervortrat.

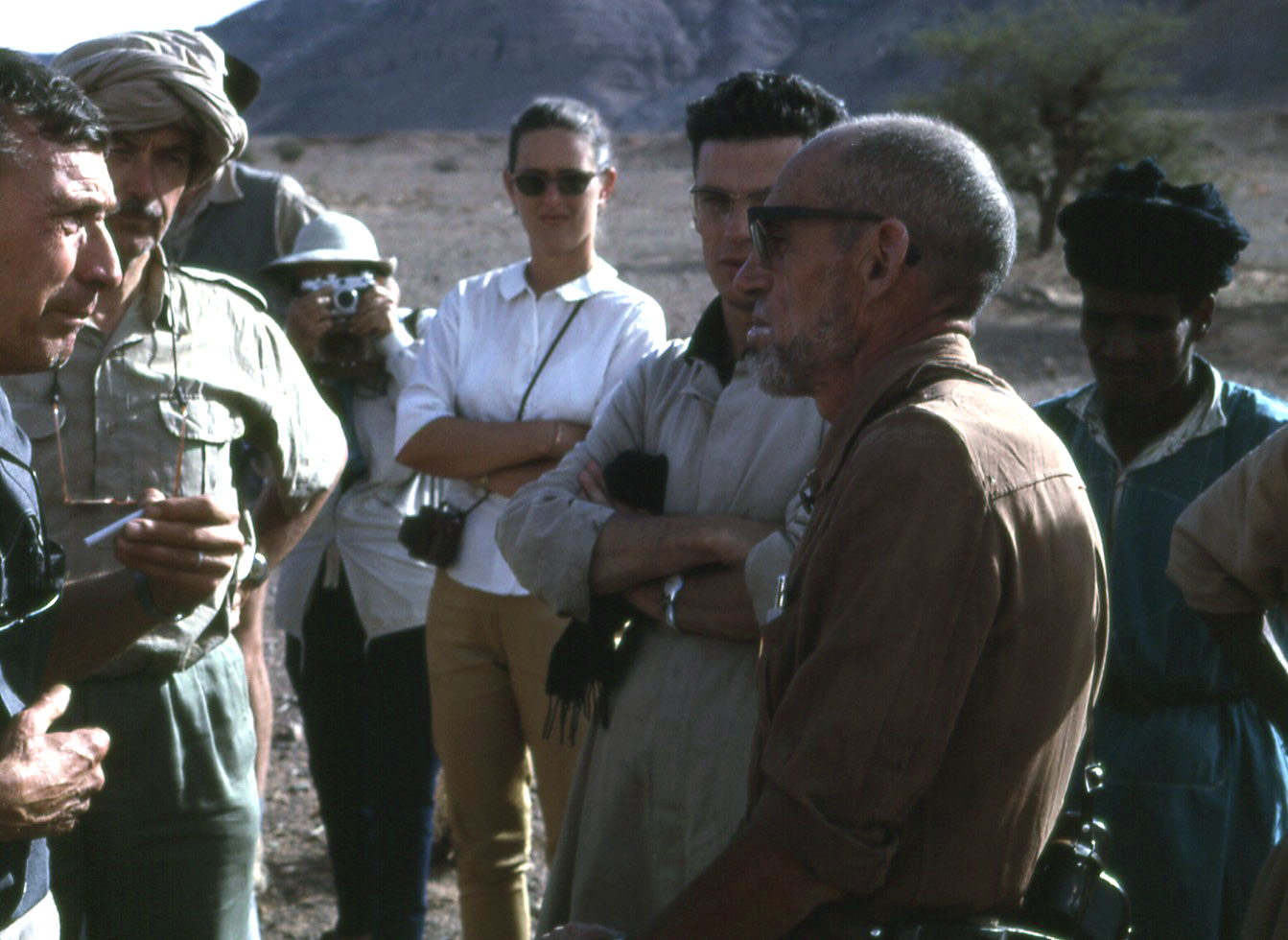
Théodore Monod im Gespräch mit anderen Wissenschaftlern, im Hintergrund, eine Kamera vor dem Gesicht, Marie-Henriette Alimen

Alimens Interesse galt auch der Malakologie, der Petrografie, der Paläoökologie und der Stratigraphie, wobei sie jedoch wegen ihrer universitären Verpflichtungen ihre Aktivitäten auf die Umgebung von Paris beschränken musste. Sie wirkte an der Erstellung einer umfangreichen geologischen Karte Frankreichs mit, war 1949 und 1960 Präsidentin der Französischen Prähistorischen Gesellschaft und 1970 Präsidentin der Französischen Geologischen Gesellschaft. 1981 erhielt sie für ihre Forschungen auf dem Gebiet der Geologie den Gaudry-Preis.
Alimen war Ritterin der Ehrenlegion, Kommandeurin des Ordre des Palmes Académiques sowie Ritterin des französischen Ordens der Künste und der Literatur. Ihr Buch Préhistoire de l'Afrique entwickelte sich zum Standardwerk und wurde ins Englische und Russische übersetzt.

## Schriften (Auswahl)
- Étude sur le Stampien du Bassin de Paris. (Dissertation, publiziert 1937)
- mit Léonce Joleaud: Les temps préhistoriques. Flammarion, Paris 1945.
- Atlas de préhistoire. Band 1–2. Boubée, Paris 1950–1955;
  - Band 1: Stations préhistoriques – méthodes en préhistoire – chronologie – matières premières et techniques – archéologie préhistorique de l’Europe. 1950, (Nouvelle édition, revue et augmentée. ebenda 1965);
  - Band 2: Préhistoire de l’Afrique. 1955, (Réimpression. ebenda 1966).
- mit Andrée Vignal: Etude statistique de bifaces acheuléens. Essai d’Archéométrie. In: Bulletin de la Société Préhistorique Française. Bd. 49, Nr. 1/2, 1952, ISSN 0037-9514, S. 56–72, doi:10.3406/bspf.1952.8022.
- Regards sur les origines et le passé de l’humanité. In: L’Évolution humaine (= Lumière et vie. Nr. 34, d’Octobre 1957, ISSN 0024-7359). Lumière et vie, Saint-Alban-Leysse 1957, S. 47–74.
- mit Michel Goustard: Le développement de l’intelligence et les structures paléo-biopsychologiques. In: Bulletin de la Société Préhistorique Française. Bd. 59, Nr. 5/6, 1962, S. 389–406, doi:10.3406/bspf.1962.3836.
- Les origines de l’Homme (= Le bilan de la science. 1). Fayard, Paris 1962.
- als Herausgeberin mit Marie-Joseph Steve und Mitautorin: Vorgeschichte (= Fischer Weltgeschichte. Bd. 1). Fischer-Taschenbuch-Verlag, Frankfurt am Main 1966.
- mit José Zuate y Zuber: L’évolution de l’Acheuléen au Sahara nord-occidental. 2 Bände. Centre National de la Recherche Scientifique, Meudon 1978.